# ایچم موسی
ایچم موسی (انگلیسی: Icham Mouissi؛ زادهٔ ۲۱ سپتامبر ۱۹۸۲) بازیکن فوتبال اهل الجزایر است.
از باشگاه‌هایی که در آن بازی کرده‌است می‌توان به باشگاه فوتبال راسینگ سانتاندر و باشگاه فوتبال مولودیه الجزایر اشاره کرد.
وی همچنین در تیم ملی فوتبال زیر ۲۳ سال الجزایر بازی کرده‌است.